# Баранув (гміна, Гродзиський повіт)
Гміна Баранув (пол. Gmina Baranów) — сільська гміна у центральній Польщі. Належить до Ґродзиського повіту Мазовецького воєводства.
Станом на 31 грудня 2011 у гміні проживало 5002 особи.

## Площа
Згідно з даними за 2007 рік площа гміни становила 75.37 км², у тому числі:
- орні землі: 92.00%
- ліси: 0.00%

Таким чином, площа гміни становить 20.54% площі повіту.

## Населення
Станом на 31 грудня 2011:
| Опис     | Загалом | Загалом | Чоловіки | Чоловіки | Жінки | Жінки |
| -------- | ------- | ------- | -------- | -------- | ----- | ----- |
| одиниця  | осіб    | %       | осіб     | %        | осіб  | %     |
| все      | 5002    | 100     | 2501     | 50.00    | 2501  | 50.00 |
| міське   | 0       | 100     | 0        |          | 0     |       |
| сільське | 5002    | 100     | 2501     | 50.00    | 2501  | 50.00 |

## Сусідні гміни
Гміна Баранув межує з такими гмінами: Блоне, Віскіткі, Ґродзиськ-Мазовецький, Тересін, Якторув.